# Calling the Public
Calling the Public är 59 Times the Pains fjärde och sista studioalbum, utgivet 2001.

## Låtlista[1]
1. "Rock the City" – 1:52
2. "Welcome to the 21st Century" – 2:59
3. "Calling the Public" – 3:12
4. "Classaction" – 3:17
5. "Cash on Delivery" – 3:07
6. "Dead on a Day Like This" – 2:26
7. "Upgraded System" – 2:39
8. "Freedom Station" – 3:32
9. "Room with a View" – 1:52
10. "Addicted" – 2:23
11. "My Life My Choice My Call" – 3:36
12. "The Emergency" – 4:10